# Boutourlinovka
Boutourlinovka (en russe : Бутурлиновка) est une ville de l'oblast de Voronej, en Russie, et le centre administratif du raïon de Boutourlinovka. Sa population s'élevait à 24 007 habitants en 2020.

## Géographie
Boutourlinovka est arrosée par la rivière Ossered, un affluent du Don, et se trouve à 137 km au sud-est de Voronej et à 585 km au sud-est de Moscou.

## Histoire
Boutourlinovka a été fondée en 1740, lorsque l'impératrice Elizaveta Petrovna offrit ces terres au maréchal de camp Alexandre Boutourline (1694–1767). En 1740, Élisabeth n'avait pas accédé au trône!
Au XIXe siècle, les habitants étaient occupés à la fabrication de bottes, de pantoufles et de pains d'épice.
La base aérienne de Boutourlinovka se trouve à 4 km au sud de la ville.

## Population
Recensements ou estimations de la population
| 1897*  | 1926*  | 1939*  | 1959*  | 1970*  | 1979*  |
| ------ | ------ | ------ | ------ | ------ | ------ |
| 23 443 | 27 548 | 11 400 | 13 288 | 21 643 | 23 607 |

| 1989*  | 2002*  | 2010*  | 2012   | 2013   | 2014   |
| ------ | ------ | ------ | ------ | ------ | ------ |
| 29 258 | 28 627 | 27 208 | 26 543 | 26 108 | 25 684 |

| 2015   | 2016   | 2017   | 2018   | 2019   | 2020   |
| ------ | ------ | ------ | ------ | ------ | ------ |
| 25 230 | 24 935 | 24 670 | 24 319 | 24 062 | 24 007 |